# Carsten Ramelow
Carsten Ramelow (ur. 20 marca 1974 w Berlinie Zachodnim) – były niemiecki piłkarz występujący na pozycji pomocnika.

## Kariera klubowa
Ramelow jako junior grał w klubach Tasmania 1900 Berlin, Tennis Borussia Berlin, Hertha Zehlendorf oraz SC Siemensstadt. W 1991 roku trafił do Herthy Berlin z 2. Bundesligi Nord. Spędził tam 5 lat. W tym czasie w barwach Herthy rozegrał 80 ligowych spotkań i zdobył 5 bramek.
W styczniu 1996 roku Ramelow odszedł do Bayeru 04 Leverkusen grającego w Bundeslidze. W tych rozgrywkach zadebiutował 19 marca 1996 roku w wygranym 2:0 meczu z Hansą Rostock. W tamtym meczu strzelił oba gole dla swojej drużyny. W 1997 roku, 1999 roku, 2000 roku i 2002 roku wywalczył z klubem wicemistrzostwo Niemiec. W 2002 roku dotarł z zespołem również do finału Pucharu Niemiec, jednak Bayer uległ tam z drużynie FC Schalke 04. W tym samym roku Ramelow wystąpił z klubem w finale Ligi Mistrzów, jednak Bayer przegrał tam 1:2 z Realem Madryt. W Bayerze występował przez 12 lat. W sumie rozegrał tam 333 ligowe spotkania i zdobył 22 bramki. W 2008 roku zakończył karierę.

## Kariera reprezentacyjna
Ramelow rozegrał 18 spotkań i zdobył 2 bramki w reprezentacji Niemiec U-21. W seniorskiej kadrze Niemiec zadebiutował 10 października 1998 roku w przegranym 0:1 meczu eliminacji Euro 2000 z Turcją. W 2000 roku został powołany do kadry na Mistrzostwa Europy. Na tym turnieju nie zagrał w żadnym meczu, a Niemcy odpadli z niego po fazie grupowej.
W 2002 roku Ramelow pojechał na Mistrzostwa Świata. Wystąpił na nich w pojedynkach z Arabią Saudyjską (8:0), Irlandią (1:1), Kamerunem (2:0), Koreą Południową (1:0) i w finale z Brazylią (0:2).
29 marca 2003 roku w zremisowanym 1:1 pojedynku eliminacji Mistrzostw Europy 2004 z Litwą strzelił pierwszego gola w kadrze. W latach 1998–2004 w drużynie narodowej rozegrał w sumie 46 spotkań i zdobył 3 bramki.